# Guglielmo in Baviera
Duca Guglielmo in Baviera, nome e titolo completo in tedesco: Wilhelm, Herzog in Bayern (Gelnhausen, 10 novembre 1752 – Bamberga, 8 gennaio 1837), è stato Conte Palatino di Birkenfeld-Gelnhausen tra il 1789 e il 1799 e primo Duca in Baviera dal 16 febbraio 1799 fino alla sua morte. Dal 17 dicembre 1803 al 20 marzo 1806 fu intitolato Duca di Berg. Guglielmo era il bisnonno dell'Imperatrice Elisabetta d'Austria attraverso suo figlio il Duca Pio Augusto in Baviera.

## Biografia

### L'Infanzia
Guglielmo nacque il 10 novembre del 1752 da Johann, Conte Palatino di Birkenfeld-Gelnhausen e sua moglie la Contessa Sophie Charlotte von Salm, Wild- und Rheingräfin in Dhaun. Nel 1778, Guglielmo divenne membro onorario della Bayerische Akademie der Wissenschaften.

### Il Matrimonio
Il 30 gennaio 1789 Guglielmo sposò a Mannheim la Contessa Palatina Maria Anna di Zweibrücken-Birkenfeld, figlia di Federico Michele di Zweibrücken-Birkenfeld e di sua moglie Maria Francesca del Palatinato-Sulzbach.

### Duca in Baviera
Il 16 febbraio 1799, il capo della famiglia Wittelsbach, l'Elettore Carlo Teodoro di Baviera morì. A quel tempo c'erano due rami superstiti della famiglia Wittelsbach: Zweibrücken (guidato dal duca Massimiliano Giuseppe) e Birkenfeld (guidata da Guglielmo Conte Palatino). Massimiliano Giuseppe ereditò il titolo di Elettore, mentre Guglielmo fu compensato con il titolo di duca in Baviera. La forma duca in Baviera fu scelta perché nel 1506 era stata stabilita la primogenitura nella Casa di Wittelsbach e di conseguenza poteva esservi un solo Duca di Baviera.

### La Morte
Guglielmo fu seppellito nella cripta sepolcrale della famiglia dei duchi in Baviera nell'Abbazia di Tegernsee.

## Discendenza
Guglielmo e Maria Anna ebbero tre figli:
- un figlio maschio;
- Maria Elisabetta Amalia Francesca, Duchessa in Baviera (5 maggio 1784 – 1º giugno 1849), sposò Louis Alexandre Berthier, Duc de Wagram;
- Pio Augusto, Duca in Baviera (1º agosto 1786 – 3 agosto 1837), sposò la principessa Amalia Luisa di Arenberg.

## Ascendenza
|                                                     |                                   |                                               | Genitori                                   |  |  | Nonni |  |  | Bisnonni                                          |  |  | Trisnonni                                     |  |
|                                                     |                                   |                                               |                                            |  |  |       |  |  | Cristiano I del Palatinato-Birkenfeld-Bischweiler |  |  | Carlo I del Palatinato-Zweibrücken-Birkenfeld |  |
|                                                     |                                   |                                               |                                            |  |  |       |  |  | Cristiano I del Palatinato-Birkenfeld-Bischweiler |  |  | Carlo I del Palatinato-Zweibrücken-Birkenfeld |  |
|                                                     |                                   | Dorotea di Brunswick-Lüneburg                 |                                            |  |  |       |  |  | Cristiano I del Palatinato-Birkenfeld-Bischweiler |  |  |                                               |  |
| Giovanni Carlo del Palatinato-Birkenfeld-Gelnhausen |                                   |                                               |                                            |  |  |       |  |  | Cristiano I del Palatinato-Birkenfeld-Bischweiler |  |  |                                               |  |
|                                                     |                                   | Maddalena Caterina del Palatinato-Zweibrücken | Giovanni II del Palatinato-Zweibrücken     |  |  |       |  |  |                                                   |  |  |                                               |  |
|                                                     |                                   | Maddalena Caterina del Palatinato-Zweibrücken | Giovanni II del Palatinato-Zweibrücken     |  |  |       |  |  |                                                   |  |  |                                               |  |
|                                                     |                                   | Maddalena Caterina del Palatinato-Zweibrücken | Caterina di Rohan                          |  |  |       |  |  |                                                   |  |  |                                               |  |
| Giovanni di Birkenfeld-Gelnhausen                   |                                   | Maddalena Caterina del Palatinato-Zweibrücken |                                            |  |  |       |  |  |                                                   |  |  |                                               |  |
|                                                     |                                   | Georg Friedrich von Witzleben                 | …                                          |  |  |       |  |  |                                                   |  |  |                                               |  |
|                                                     |                                   | Georg Friedrich von Witzleben                 | …                                          |  |  |       |  |  |                                                   |  |  |                                               |  |
|                                                     |                                   | Georg Friedrich von Witzleben                 | …                                          |  |  |       |  |  |                                                   |  |  |                                               |  |
| Esther Maria von Witzleben                          |                                   | Georg Friedrich von Witzleben                 |                                            |  |  |       |  |  |                                                   |  |  |                                               |  |
|                                                     |                                   | Maria Magdalena von Hanstein                  | …                                          |  |  |       |  |  |                                                   |  |  |                                               |  |
|                                                     |                                   | Maria Magdalena von Hanstein                  | …                                          |  |  |       |  |  |                                                   |  |  |                                               |  |
|                                                     |                                   | Maria Magdalena von Hanstein                  | …                                          |  |  |       |  |  |                                                   |  |  |                                               |  |
| Guglielmo in Baviera                                |                                   | Maria Magdalena von Hanstein                  |                                            |  |  |       |  |  |                                                   |  |  |                                               |  |
|                                                     | Giovanni Filippo II di Salm-Dhaun | …                                             |                                            |  |  |       |  |  |                                                   |  |  |                                               |  |
|                                                     | Giovanni Filippo II di Salm-Dhaun | …                                             |                                            |  |  |       |  |  |                                                   |  |  |                                               |  |
|                                                     | Giovanni Filippo II di Salm-Dhaun | …                                             |                                            |  |  |       |  |  |                                                   |  |  |                                               |  |
| Carlo di Salm-Dhaun                                 | Giovanni Filippo II di Salm-Dhaun |                                               |                                            |  |  |       |  |  |                                                   |  |  |                                               |  |
|                                                     |                                   | Anna Caterina di Nassau-Ottweiler             | …                                          |  |  |       |  |  |                                                   |  |  |                                               |  |
|                                                     |                                   | Anna Caterina di Nassau-Ottweiler             | …                                          |  |  |       |  |  |                                                   |  |  |                                               |  |
|                                                     |                                   | Anna Caterina di Nassau-Ottweiler             | …                                          |  |  |       |  |  |                                                   |  |  |                                               |  |
| Sofia Carlotta di Salm-Dhaun                        |                                   | Anna Caterina di Nassau-Ottweiler             |                                            |  |  |       |  |  |                                                   |  |  |                                               |  |
|                                                     |                                   | Federico Luigi di Nassau-Ottweiler            | Giovanni Luigi di Nassau-Ottweiler         |  |  |       |  |  |                                                   |  |  |                                               |  |
|                                                     |                                   | Federico Luigi di Nassau-Ottweiler            | Giovanni Luigi di Nassau-Ottweiler         |  |  |       |  |  |                                                   |  |  |                                               |  |
|                                                     |                                   | Federico Luigi di Nassau-Ottweiler            | Dorotea Caterina di Birkenfeld-Bischweiler |  |  |       |  |  |                                                   |  |  |                                               |  |
| Luisa di Nassau-Ottweiler                           |                                   | Federico Luigi di Nassau-Ottweiler            |                                            |  |  |       |  |  |                                                   |  |  |                                               |  |
|                                                     |                                   | Cristiana di Ahlefeldt                        | Carlo di Ahlefeldt                         |  |  |       |  |  |                                                   |  |  |                                               |  |
|                                                     |                                   | Cristiana di Ahlefeldt                        | Carlo di Ahlefeldt                         |  |  |       |  |  |                                                   |  |  |                                               |  |
|                                                     |                                   | Cristiana di Ahlefeldt                        | Margherita Dorotea di Rantzau              |  |  |       |  |  |                                                   |  |  |                                               |  |
|                                                     |                                   | Cristiana di Ahlefeldt                        |                                            |  |  |       |  |  |                                                   |  |  |                                               |  |

## Titoli, trattamento, onorificenze e stemma

### Titoli e trattamento
- 10 novembre 1752 – 31 marzo 1789: Conte Palatino Guglielmo di Birkenfeld-Gelnhausen
- 31 marzo 1789 – 16 febbraio 1799: Il Conte Palatino di Birkenfeld-Gelnhausen
- 16 febbraio 1799 – 8 gennaio 1837: Sua Altezza Reale Il Duca in Baviera